# Lepidochrysops major
Lepidochrysops major är en fjärilsart som beskrevs av Bethune-Baker 1922. Lepidochrysops major ingår i släktet Lepidochrysops och familjen juvelvingar. Inga underarter finns listade i Catalogue of Life.